# Флаг сельского поселения Фруктовское
Флаг муниципального образования сельское поселение Фру́ктовское Луховицкого муниципального района Московской области Российской Федерации — опознавательно-правовой знак, служащий официальным символом муниципального образования.
Флаг утверждён 12 декабря 2006 года и внесён в Государственный геральдический регистр Российской Федерации с присвоением регистрационного номера 2872.
Флаг сельского поселения Фруктовское отражает исторические, культурные, социально-экономические, национальные и иные местные традиции.

## Описание
Описание флага, утверждённое 12 декабря 2006 года решением Совета депутатов сельского поселения Фруктовское № 3, гласило:

Флаг представляет собой голубое прямоугольное полотнище с соотношение сторон 2:3 несущее посередине жёлтую вертикальную полосу шириной в 1/7 длины полотнища, разделённую чёрными линиями в виде стенной кладки; в центре полотнища, воспроизведён перекрывающий полосу яблоневый незавершённый внизу венок с белыми цветами.

18 ноября 2011 года, решением Совета депутатов сельского поселения Фруктовское № 161/27, было утверждено положение о флаге в новой редакции. Среди прочего, было изменено описание флага:

Голубое, прямоугольное, двухстороннее, полотнище с соотношением ширины к длине 2:3 несущее посередине жёлтую вертикальную полосу в 1/7 длины полотнища, разделённую чёрными линиями в виде стенной кладки; в центре полотнища, воспроизведён перекрывающий полосу яблоневый незавершённый внизу венок жёлтого цвета с белыми цветами.

## Обоснование символики
Флаг составлен на основании герба сельского поселения Фруктовское по правилам и соответствующим традициям вексиллологии и отражает исторические, культурные, социально-экономические, национальные и иные местные традиции.
Символика мурованной стены — многозначна:
— столб отражает славное историческое прошлое поселения. Земли, на которых расположено современное сельское поселение Фруктовское, имеют интересную и богатую историю. Высокие крепостные валы на мысу при впадении реки Вобли в реку Оку указывают на расположение древней рязанской крепости Перевитск, впервые упомянутой в летописи в 1381 году. Город-крепость играл сторожевую роль на порубежье Рязанского княжества;
— мурованный столб символизирует действующий Горковский кирпичный завод, основанный в 1896 году и расположенный на территории поселения.
Современным названием сельское поселение обязано развитому садоводству. На территории Фруктовского располагаются многочисленные сады, которые стали не только основой экономического развития муниципального образования, но и его подлинным украшением. Об этом на флаге говорит изображение венка из цветущей яблоневой ветви.
Ветка яблони, наложенная на столб, образует литеру «Ф» — первую букву в названии поселения. 9 цветков аллегорически обозначают 9 населённых пунктов, входящих в состав сельского поселения.
Голубой цвет (лазурь) — символ возвышенных устремлений, искренности, преданности, возрождения.
Жёлтый цвет (золото) — символ урожая, богатства, стабильности, уважения.
Белый цвет (серебро) — символ чистоты, совершенства, мира и взаимопонимания.